# Döhlener Wetterschacht

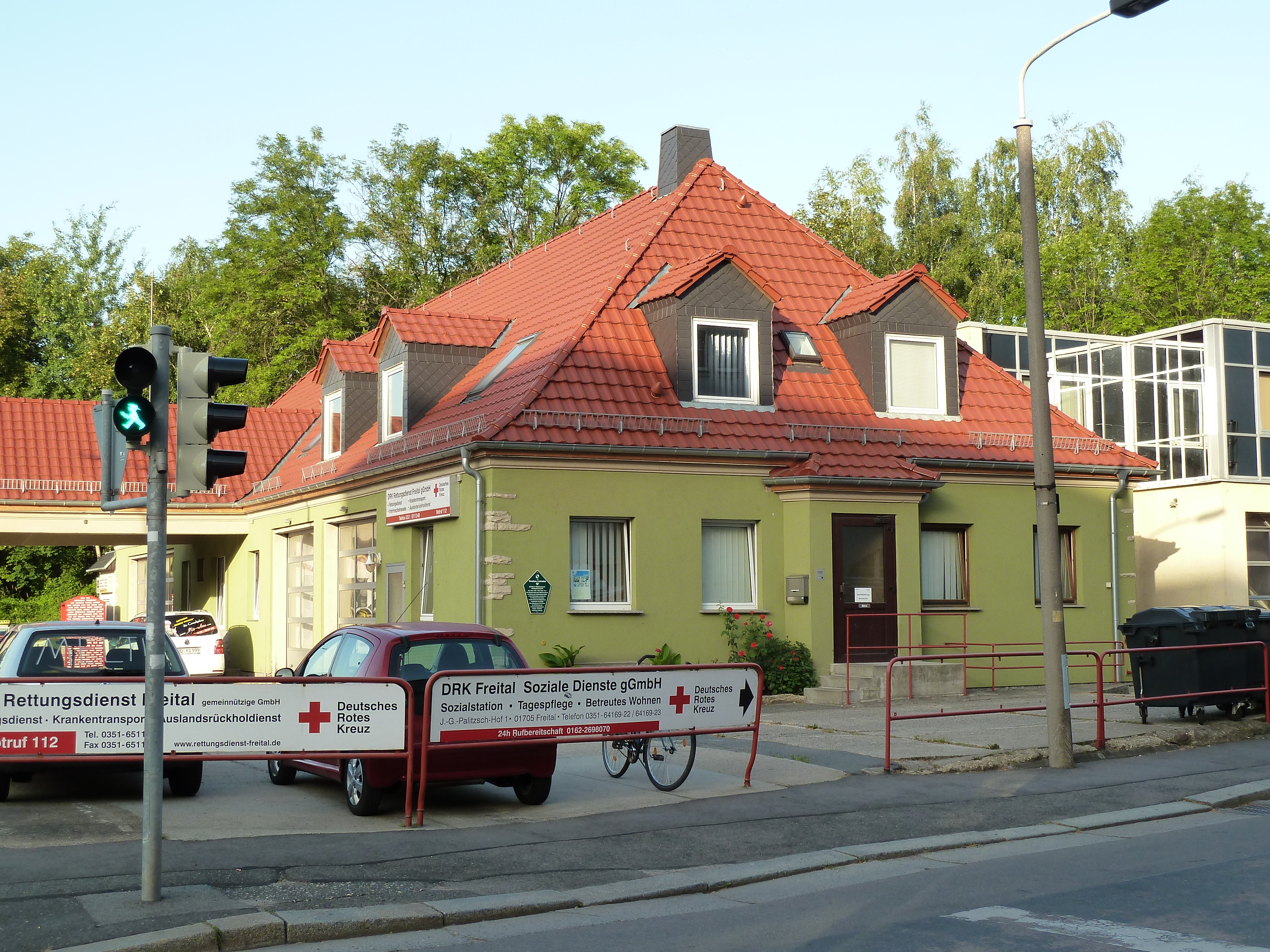
Schachtgebäude (2013)

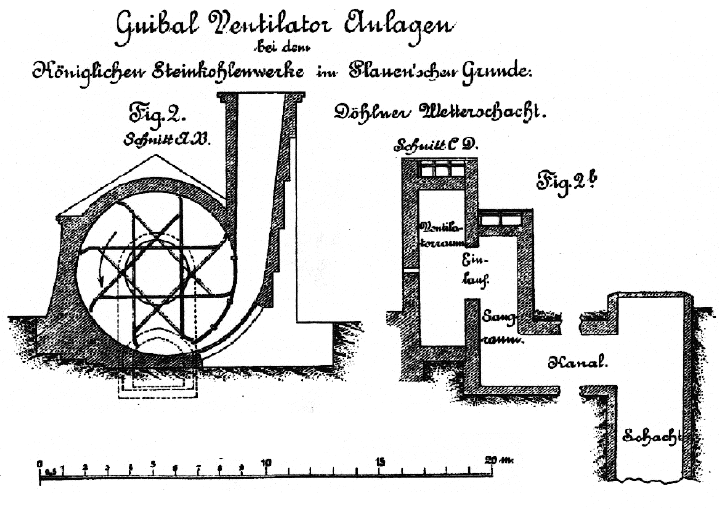
Guibal-Ventilator

Der Döhlener Wetterschacht war ein  Wetterschacht im Steinkohlenrevier des Döhlener Beckens auf dem Gebiet der Stadt Freital in Sachsen. Er diente der Bewetterung des Grubenfeldes links der Weißeritz, das zum Königlichen Steinkohlenwerk Zauckerode gehörte.

## Geschichte
Mit der Ausweitung der Grubenbaue des Königlichen Steinkohlenwerks in Richtung der Weißeritz kam es erstmals 1855/56 zu einer gefährlichen Wettersituation, als die III. Hauptstrecke nach starkem Kohlendioxidaustritt nicht mehr befahrbar war. Mit dem Auffahren der II. Hauptstrecke bis an die Grubenfeldgrenze mit den  Burgker Werken  kam es zunehmend zu Methangasaustritten. Diese Wettersituation war mit dem vorhandenen Wetterofen auf der Ernst-Strecke nicht mehr beherrschbar. Als provisorische Lösung baute man zunächst im Döhlener Kunstschacht im Füllort der IV. Hauptstrecke zwei Wettersätze ein, die über das dortige Kunstgestänge angetrieben wurden. Diese gingen am 12. Juni 1558 in Betrieb.
Um das Problem der Grubenbewetterung grundlegend zu lösen, teufte das Königliche Werk 1858 einen Wetterschacht zwischen dem Feldgestänge des Döhlener Kunstschachtes. Der bei 164,20 Meter NN angesetzte Schacht wurde bis zur II. Hauptstrecke bei 84,00  m nieder gebracht. Ab ca. 40 Meter wurde das 4,0 m mächtige 1. Flöz durchteuft. Am 27. April 1858 wurde eine auf der V. Hauptstrecke bei 164,4 m Teufe angesetzte ansteigende Wetterstrecke am Schacht zum Durchschlag gebracht. Die beiden im Schacht installierten Wettersätze bestanden aus vier feststehenden gusseisernen Kästen, in denen mit Eisenblech beschlagene Kolben jeweils einen Hub von etwas über einen Meter ausführten. Angetrieben wurden sie direkt über das Feldgestänge des Döhlener Kunstschachtes. Pro Minute konnten nun 110 Kubikmeter Abwetter aus den Gruben gefördert werden. Der Schacht ging im zweiten Quartal 1859 in Betrieb. Einziehender Schacht war der Döhlener Kunstschacht.
Im Jahr 1873 wurden die ursprünglichen Wettersätze abgebrochen. Der Schacht wurde ausgemauert und mit einem Guibal-Ventilator mit sieben Metern Durchmesser und 1,80 Metern Breite ausgerüstet. Angetrieben durch eine Dampfmaschine hatte er nun eine Leistung von 600 Kubikmeter Luft pro Minute.
Am 30./31. Juli 1897 kam es nach extremen Niederschlägen im Einzugsgebiet der Weißeritz zu einem bis dahin schwersten Hochwasser. Das Schachtgelände wurde 0,60 Meter hoch überflutet. Das Wasser drang in Kesselhaus und Maschinenhaus ein und setzte den Schacht am Abend des 30. Juli außer Betrieb. Die zum Schacht führenden Wetterstrecken wurde durch das durch die Ernst-Strecke eingedrungene Wasser vollständig zerstört und daraufhin aufgegeben. Damit hatte der Schacht seine Funktion verloren. Seine Aufgabe übernahm in der Folge der in Reserve stehende Mehnerschacht.
1908 wurde der Schacht abgeworfen. Beim Weißeritzhochwasser am 6. Juli 1958 brach die Schachtverwahrung ein. Die Schachtröhre verfüllte man später mit durch das Hochwasser beschädigten Waren aus umliegenden Kaufhäusern. In den verbliebenen Schachtgebäuden ist heute eine Rettungswache des Deutschen Roten Kreuzes angesiedelt.
1985 wurde der Schacht durch die Bergsicherung Dresden nachverwahrt.